# مهدی مسعودشاهی
مهدی مسعودشاهی (زادهٔ ۱۳۲۹ در قصر شیرین – درگذشتهٔ ۲۴ اسفند ۱۴۰۳) از مدیران سینمایی ایران بود. مدرک تحصیلی وی کارشناسی زبان آلمانی از دانشگاه علامه طباطبایی و کارشناسی برق فشار قوی در زوریخ سوئیس و بورسیهٔ انستیتو گوته در مونیخ آلمان بود.

## سوابق اجرایی
مهدی مسعودشاهی یکی از مدیران سابق سینماهای ایران، از پایه‌گذاران بنیاد سینمایی فارابی و برگزارکنندهٔ اولین جشنوارهٔ بین‌المللی فیلم میلاد (۱۳۶۰) بوده است. وی همچنین قضاوت در دو دورهٔ جشنوارهٔ فیلم فجر را در سال‌های ۱۳۸۸ و ۸۹ بر عهده داشت. او در سال ۱۳۶۳ خورشیدی مرکز سینمای تجربی و نیمه‌حرفه‌ای ایران را بنیان‌گذاری کرد (نام آن بعدها به مرکز گسترش سینمای مستند و تجربی تغییر یافت) و داور چندین جشنوارهٔ دیگر نیز بوده است.
عناوین سوابق اجرایی مهدی مسعود شاهی:
- مدیر کل نظارت و نمایش وزارت فرهنگ و ارشاد اسلامی (۱۳۵۹)، مؤسس و مدیر مرکز گسترش سینمای مستند، تجربی و پویانمایی (۱۳۶۳)
- مؤسس و رئیس واحد هنرهای تصویری حوزهٔ هنری (۱۳۶۸)
- مدیر مرکز هنرهای نمایشی وزارت فرهنگ و ارشاد اسلامی (۱۳۷۱)
- مؤسس و مدیرعامل شرکت فرهنگی و هنری صبا وابسته به صدا و سیما (۱۳۷۳)
- مؤسس و اولین مدیر عامل بنیاد رودکی (۱۳۸۲)
- مشاور معاونت امور سینمایی و سمعی بصری وزارت ارشاد (۱۳۸۵)
- مشاور مؤسسهٔ رسانه‌های تصویری (۱۳۹۴)
- دبیر دورهٔ بیست‌وهشتم جشنوارهٔ بین‌المللی فیلم فجر
- دبیر دورهٔ بیست و نهم جشنوارهٔ بین‌المللی فیلم فجر
- دبیر بیست و هشتمین جشنوارهٔ بین‌المللی فیلم‌های کودکان و نوجوانان اصفهان

## حواشی
فریدون جیرانی در دومین نشست «بر سینمای ایران چه گذشت» خطاب به مهدی مسعود شاهی گفت: «شما اولین شورای پروانه نمایش را با برخی دیگر تشکیل دادید و قاعده‌ای گذاشتید که چه چیزهایی در فیلم‌ها باشد و چه چیزهایی نباشد. گروه شما اولین کسانی بودید که یک روحانی را وارد شورای سینمایی کرد. شما اولین کسانی بودید که از نهادهای مختلف ۵ نفر را انتخاب کردید تا فیلم‌ها را بررسی کنند.» که مسعودشاهی پاسخ داد: «خیر آقای جیرانی! من آن فرد روحانی را به شورای سینما نیاوردم و حتی او را بیرون کردم. حتی من تنها کسی بودم که پای فیلم برزخی‌ها ایستادم. اعلام سیاست‌ها و حفظ ضوابط برای سینما و ایجاد امنیت شغلی را با سانسور اشتباه نگیریم»